# RINCON-1
RINCON-1 war ein von Studenten der University of Arizona gebauter Cubesat. Er sollte am 26. Juli 2006 mit einer ukrainischen Dnepr-Rakete in den Weltraum gebracht werden.
Aufgrund eines technischen Defekts am Triebwerk der Rakete erreichte der Satellit jedoch nie den Weltraum.

## Komponenten
RINCON-1 bestand unter anderem aus folgenden Komponenten:
- 6 Solarzellen
- einem Aluminiumrahmen
- einer Stromplatine mit Batterien und einem Stromumwandler
- einer Steuerungsplatine mit einem Microcontroller
- einer Kommunikationsplatine die 2-Wege-Kommunikation ermöglichen sollte

## Missionsziel
RINCON-1 war mit einer von der Firma RINCON-Research entwickelten Platine ausgestattet, auf der verschiedene Experimente angebracht waren.